# Erynia chironomi
Erynia chironomi är en svampart som först beskrevs av M.Z. Fan & Z.Z. Li, och fick sitt nu gällande namn av M.Z. Fan & Z.Z. Li 1995. Erynia chironomi ingår i släktet Erynia och familjen Entomophthoraceae.   Inga underarter finns listade i Catalogue of Life.